# Montreal Daily News
Le Montreal Daily News a été un journal quotidien éphémère de langue anglaise publié au Québec. Le fondateur de Québecor, Pierre Péladeau, et l'éditeur de tabloïds britanniques Robert Maxwell s'étaient associés pour lancer ce journal pour concurrencer le Montreal Gazette. Le journal était publié dans un format tabloïd.

## Historique
Le premier numéro du journal a été distribué le 15 mars 1988,.
Ce journal était alors le seul à offrir une version dominicale à la communauté anglophone du Québec. Pour concurrencer avec le Montréal Daily News, le Montreal Gazette a aussi offert une édition dominicale.
À la fin de 1989, des rapports de pertes financières et le faible nombre d'abonnés ont engendré des rumeurs de disparition imminente du journal. En novembre de la même année, Pierre Péladeau a indiqué que la survie du journal dépendait d'une augmentation substantielle des abonnements ou d'un acheteur. L'éditeur original du journal, George MacLaren, avait cédé sa place à James Duff, qui à son tour a été congédié en août. Québecor a finalement fermé le  Montréal Daily News après la publication de son dernier numéro le 15 décembre 1989.

## Source de la traduction
- (en) Cet article est partiellement ou en totalité issu de l’article de Wikipédia en anglais intitulé « Montreal Daily News » (voir la liste des auteurs).